# Tapio Saramäki
Tapio Antero Saramäki (* 12. Juni 1953 in Orivesi, Finnland) ist Professor emeritus an der Technischen Universität Tampere. Er ist seit 1981 ein Pionier der finnischen digitalen Signalverarbeitung (DSP).

## Leben und Werk
Sowohl Saramäkis Diplomarbeit (1978) als auch seine Dissertation (1981) waren die ersten in der digitalen Signalverarbeitung an der Technischen Universität Tampere.

## Auszeichnungen und Ehrungen
- Circuits and Systems Society’s Guillemin-Cauer Award (1988)[1][2]
- IEEE Fellow (2002) for contributions to the design and implementation of digital filters and filter banks[1]
- The Journal of Circuits, Systems, and Computers Best Paper Award (2003)[1]
- Circuits and Systems Society’s Guillemin-Cauer Award (2006)[1][2]